# Bolbocerodema apicatum
Bolbocerodema apicatum es una especie de coleóptero de la familia Geotrupidae.

## Distribución geográfica
Habita en el Tíbet y Yunnan en (China).